# Гулямхайдаров Володимир Олексійович
Володимир Олексійович Гулямхайдаров, зустрічається також варіант по-батькові Алішаєвич (тадж. Владимир Алишоевич Ғуломҳайдаров, нар. 26 лютого 1946, Сталінабад) — радянський футболіст, що грав на позиції нападника і півзахисника. По закінченні кар'єри футболіста — таджицький футбольний тренер.

## Клубна кар'єра
Володимир Гулямхайдаров народився в Сталінабаді в сім'ї майора МВС Аліші Гулямхайдарова і медичної сестри Зінаїди Гулямхайдарової, росіянки з міста Кіров. Розпочав займатися футболом у рідному місті, і в 1964 році дебютував у команді з Душанбе «Енергетик», яка на той час грала в другій групі класу «А». Гулямхайдаров швидко став одним із гравців основи душанбинської команди, та одним із найрезультативніших гравців, він вважається автором першого хет-трику душанбинців у чемпіонатах СРСР. У 1969 році Гулямхайдарова запросили до складу команди вищої ліги СРСР «Торпедо» з Москви, проте там футболіст за два роки зіграв лише 19 матчів чемпіонату, та повернувся до душанбинської команди, яка розпочала виступати під назвою «Памір» у першій радянській лізі. На початку 70-х років ХХ століття Володимир Гулямхайдаров неодноразово отримував запрошення з клубів вищої радянської ліги, зокрема від ташкентського «Пахтакора», проте на заваді цим планам стала скоєна футболістом автомобільна аварія, унаслідок чого він отримав 4,5 років умовного ув'язнення. У складі «Паміра» Гулямхайдаров грав до 1977 року, та був постійним гравцем основного складу і штатним пенальтистом команди, після чого перейшов на тренерську роботу.

## Виступи за збірні
У 1968 році Володимир Гулямхайдаров, ще граючи в складі душанбинського «Енергетика», отримав запрошення до складу олімпійської збірної СРСР, ставши першим гравцем таджицького клубу, який отримав виклик до збірної СРСР. У складі збірної він грав протягом 2 років, зіграв у її складі 8 неофіційних товариських матчів, у яких відзначився 3 забитими м'ячами.

## Тренерська кар'єра
Після завершення виступів на футбольних полях Володимир Гулямхайдаров розпочав тренерську кар'єру. Після закінчення вищої школи тренерів з 1980 до 1981 року Гулямхайдаров працював одним із тренерів душанбинського «Паміра», а в 1981 році очолив команду. Після погіршення турнірних успіхів команди в 1983 році Гулямхайдарова зняли з поста головного тренера команди, проте саме за його рекомендацією старшим тренером команди став Юрій Сьомін. Сам Гулямхайдаров невдовзі перейшов головним тренером команди другої ліги «Вахш» з Курган-Тюбе, в якому в 1991 році ще двічі виходив на поле як польовий гравець. У 1994 році колишній футболіст очолював національну збірну Таджикистану.
У середині 90-х років ХХ століття Володимир Гулямхайдаров перебрався до Казахстану, й у 1996 році очолював клуб «Батир». З 1999 році Гулямхайдаров працював у клубі «Кайрата» з Алмати, спочатку одним із тренерів команди, а в 2003 році короткий час був головним тренером команди. У другій половині 2003 року колишній футболіст очолював клуб «Тараз», а на початку 2004 року повернувся до «Кайрата», в якому спочатку був одним із тренерів, а в 2005 році нетривалий час знову очолював алматинську команду. У 2006—2007 році Гулямхайдаров очолював алмвтинську команду «Мегаспорт», на початку 2008 року був одним із тренерів клубу, а в другій половині року знову очолював «Мегаспорт».
У 2009 році Володимир Гулямхайдаров працював спочатку одним із тренерів клубу «Локомотив» з Астани, а пізніше в цьому ж році очолював астанинський клуб.
У 2012 році Володимир Гулямхайдаров працював тренером-консультантом клубу «Сункар» із Каскелена.

## Факти
Володимир Гулямхайдаров є вдівцем, його дружина померла в 2021 році. У Гулямхайдарова є дві дочки, одна з яких працює економістом, а інша лікарем.
У 1999 році Володимир Гулямхайдаров у віці 55 років зіграв у матчі ветеранів колишнього СРСР та Німеччини, та відзначився у цьому матчі забитим м'ячем. Ще в 71 рік він грав у матчах ветеранів на алматинському стадіоні «Динамо».